# Nimcha

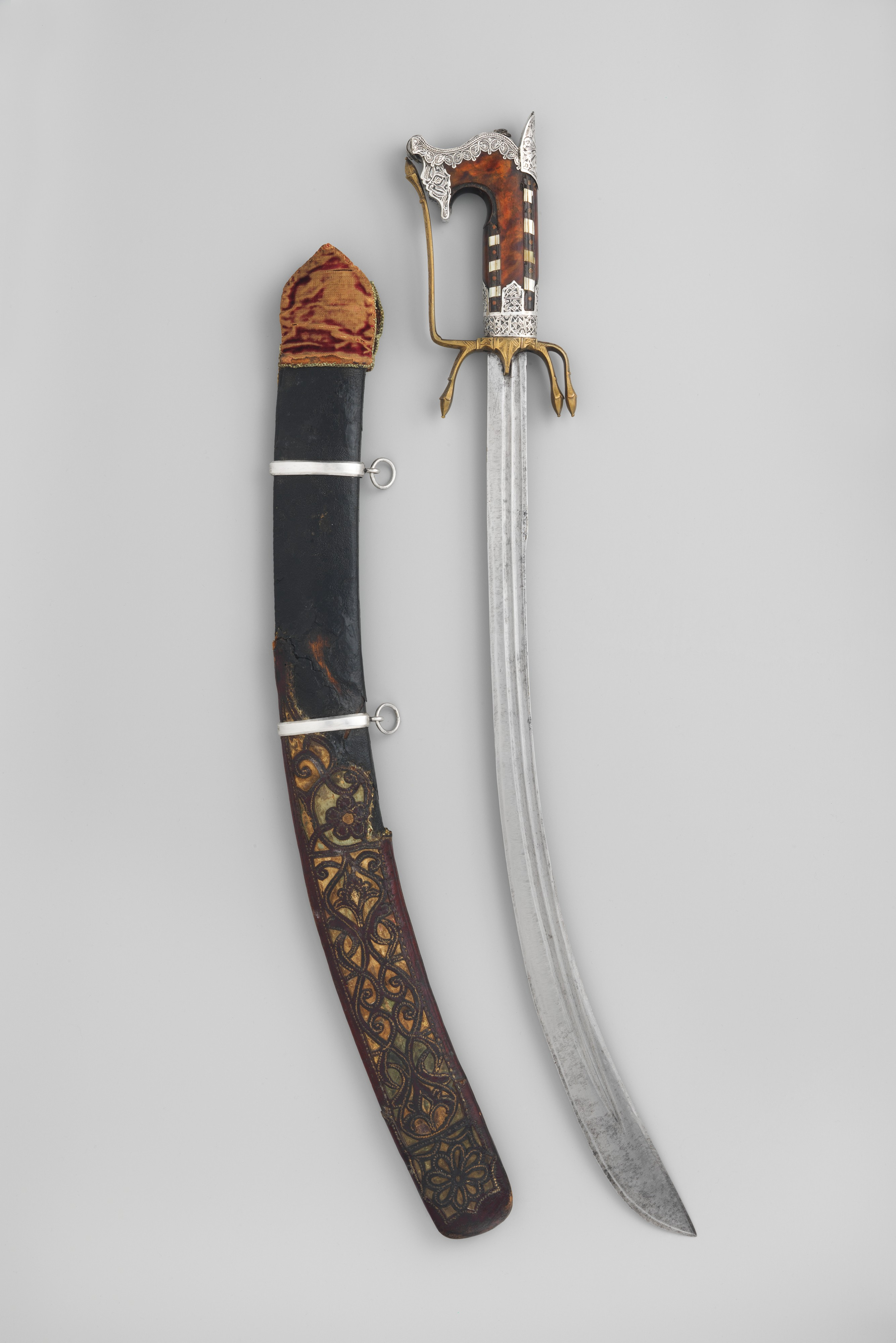
Nimcha con su vaina.

El nimcha es un sable de una sola mano del noroeste de África, especialmente de Marruecos y la parte occidental de Argelia, semejante a una cimitarra o saif. Estas espadas son generalmente de finales del siglo XVIII en adelante, y se destacan porque a menudo se reutilizan hojas antiguas. Con esta variedad de diseños posibles, la nimcha destaca por su guarnición con varias barras y mango de madera con pomo en forma de gancho. La cruz a menudo tiene un guardamanos que empieza por debajo de las barras y llega hasta la parte inferior de la empuñadura. En su lado opuesto, posee una barra sobre el filo y una o dos barras más sobre el contrafilo. Estas espadas tienen una fuerte semejanza con otras armas del mundo árabe, como el tulwar o el saif.